# Ferrier
Ferrier (em crioulo, Ferye), é uma comuna do Haiti, situada no departamento do Nordeste e no arrondissement de Fort-Liberté.